# Pseudochydorus
Pseudochydorus is een geslacht van kreeftachtigen uit de klasse van de Branchiopoda (blad- of kieuwpootkreeftjes).

## Soort
- Pseudochydorus globosus (Baird, 1843)